# Mummia vivente
La Mummia vivente (The Living Mummy) il cui il vero nome è N'Kantu, è un personaggio immaginario che appare nei fumetti statunitensi pubblicati dalla Marvel Comics. La prima apparizione del personaggio risale al 1973-1975, ed era basata sul popolare cliché della mummia non morta della narrativa horror.

## Storia editoriale
The Living Mummy (N'Kantu) è apparso per la prima volta in Supernatural Thrillers n. 5 (agosto 1973), creato da Steve Gerber e Rich Buckler. Ha introdotto il personaggio in una storia indipendente ambientata al Cairo, in Egitto, "La mummia vivente". N'Kantu la mummia vivente ritornò due numeri più tardi in "Il ritorno della mummia vivente" della stessa squadra, che portò il personaggio a New York. Con il logo in copertina che recitava "Supernatural Thrillers featuring The Living Mummy", la serie andò dal numero 7 al numero finale, il numero 15 (giugno 1974 - ottobre 1975). Con il numero 8, il team creativo è diventato lo scrittore Tony Isabella e l'artista Val Mayerik, occasionalmente accreditati come co-plotter. John Warner ha scritto o co-scritto gli ultimi due numeri, con Tom Sutton che ha disegnato il finale. Len Wein ha scritto la sceneggiatura del numero 10 da una trama di Isabella-Mayerik.
N'Katu venne ripreso nel 1983 per un numero di Marvel Two-in-One (numero 95, gennaio 1983), in collaborazione con la Cosa.

## Biografia del personaggio
Nato 3.000 anni fa, N'Kantu è il figlio di T'Chombi, un capo di una tribù nordafricana chiamata Swarili della nazione di Swarilis. All'età di 21 anni, N'Kantu deve sottoporsi alla Prova del Leone, dimostrando di essere degno di essere chiamato guerriero. Riuscire in questa prova significa anche che un giorno N'Kantu sarà degno di succedere a suo padre come re. Mesi dopo, suo padre muore nel sonno e N'Kantu diventa il capo della tribù Swarili.
Di ritorno da una caccia, N'Kantu scopre che il suo villaggio è stato saccheggiato e l'intera tribù degli Swarili radunata dagli egiziani come schiava. N'Kantu combatte per salvare il suo popolo, ma viene sopraffatto e catturato dai soldati egiziani.
N'Kantu e gli Swarili vengono quindi portati in Egitto e messi al lavoro per costruire monumenti all'attuale faraone, Aram-Set. Riconosciuto come il più forte e pericoloso degli Swarili, N'Kantu è isolato e costretto a lavorare duramente nel tentativo di spezzare il suo spirito. Ma di notte lui e gli altri Swarili tramano una ribellione, anche se a loro insaputa il loro complotto viene segnalato ad Aram-Set e al suo capo sacerdote, Nephrus. Al completamento dell'attuale progetto del monumento, gli egiziani portano i loro schiavi nelle catacombe in preparazione per un'esecuzione di massa. Ma N'Kantu dà il via alla rivolta e gli Swarili massacrano i loro aspiranti carnefici.

N'Kantu uccide Aram-Set con la sua lancia e poi si rivolge a Nephrus, ma il malvagio prete si era preparato e spruzza N'Kantu in faccia con un misterioso liquido paralizzante. N'Kantu viene quindi legato a un altare speciale, il suo corpo avvolto nel papiro e il suo sangue viene drenato e sostituito con un conservante alchemico sconosciuto. N'Kantu, che rimane cosciente durante l'intera vicenda, viene quindi posto all'interno di un sarcofago di pietra.
Nei tempi moderni, il fluido paralizzante finalmente svanisce e N'Kantu fugge dalla sua tomba. Squilibrato per essere rimasto paralizzato in una tomba oscura per diversi millenni, riesce a liberarsi e va su tutte le furie al Cairo, in Egitto. Successivamente si riprende dalla sua follia e scopre che il dottor Alexi Skarab è uno dei discendenti sopravvissuti di Nephrus. N'Kantu, dopo la scoperta, viene da quest’ultimo fulminato fino a perdere i sensi. Il suo corpo apparentemente senza vita viene spedito in un museo di New York City, dove viene rianimato. Viene teletrasportato nella dimensione degli Elementali, che gli ordinano di trovare lo scarabeo rubino. Durante la ricerca, combatté contro il Professor Abdol, il Faraone vivente. N'Kantu combatté quindi gli Elementali e li sconfisse con l'aiuto dello Scarabeo che aveva trovato. Durante i viaggi successivi N'Kantu fa amicizia con Ulysses Bloodstone. Qualche tempo dopo N'Kantu viene rapito dal Gran Maestro per il Torneo dei Campioni, ma il Gran Maestro non lo considera abbastanza degno per essere un combattente e così N'Kantu ritorna sulla Terra.
N'Kantu successivamente si allea con la Cosa e la sua ragazza Alicia Masters contro il generale Hassan, un altro discendente di Nephrus, impedendogli di ottenere la Gemma dello Spirito. Successivamente, ritorna nel deserto dove ha iniziato a cercare la Gemma del Sangue. Tuttavia, quando anche Capitan America e il suo "partner" Diamante cercano la gemma, convincono N'Kantu a consegnare i frammenti che aveva trovato.
Successivamente, N'Kantu viene contattato per unirsi all'organizzazione Shock Troop. Aiutano a liberare Quasar dall'entità della Forza Oscura conosciuta come Quagmire, e in seguito si sciolgono. Successivamente si scontra con il malvagio Rakses e deve allearsi con Elsa Bloodstone, la figlia del suo vecchio alleato. Dopo aver sconfitto questo cattivo, N'Kantu trascorre un po' di tempo a guardia della mistica Sfera di Ra. Durante questo periodo, N'Kantu viene avvicinato da Nick Fury ed è convinto a unirsi al suo gruppo di Howling Commandos, e combattono contro il potente Merlino nell'Area 13.
Subito dopo, N'Kantu fu visto come uno degli eroi contro il Atto di Registrazione dei Superumani che fu forgiato durante l'evento della Guerra Civile; in seguito viene spiegato che N'Kantu iniziò a ritenere che il suo servizio negli Howling Commandos fosse una schiavitù, provocando la sua ribellione. È stato catturato e trasportato in una prigione extra-dimensionale chiamata "Fantasy Island" che si trova nella Zona Negativa. È stato trasportato nella sua cella insieme a Coldblood, Speedball e Typeface. Durante questo periodo, N'Kantu informa i tre che non è vivo, innervosendoli nel processo. Quando Iron Man e Uomo Ragno visitano N'Kantu, questi è nella sua cella di prigione, assicurato a una lastra e circondato dalle fiamme; Iron Man ha affermato che alcuni detenuti necessitano di misure di sicurezza speciali. Successivamente venne rilasciato quando Hulkling impersonò Hank Pym e usò la sua voce per sbloccare tutte le celle degli eroi imprigionati. N'Kantu prende quindi parte allo scontro finale tra le forze pro-registrazione e le forze anti-registrazione.
All'indomani della trama della Guerra Civile, N'Kantu ritorna in Egitto e recupera la Sfera di Ra. Quindi evocò lo spirito di Nefrus sperando di convincerlo a riportarlo alla piena vita o a lasciarlo morire. Nefrus non era in grado di farlo, ma attirò Anubis quando lo spirito di Nefrus fu attirato dal suo regno. N'Kantu accettò di diventare l'agente di Anubi per uccidere le persone e mandargli le loro anime in cambio del trasferimento di N'Kantu nell'aldilà.
N'Kantu appare successivamente come membro della Legione dei mostri insieme a Morbius, il vampiro vivente, Licantropus, Manphibian e Man-Thing.
Mentre si trovano a Monster Metropolis, N'Kantu, Licantropus e Uomo Cosa passano davanti a Deadpool smascherato dove erano ignari del suo aspetto.
N'Kantu e Licantropus cercano di arrestare Dimensional Man, assistiti da Morbius, il vampiro vivente e Manphibian. Elsa Bloodstone si teletrasporta a Monster Metropolis con un mostro morto che è stato corrotto da una forza malvagia.
Quando Hulk Rosso incontrò la Legione dei mostri, Dottor Strange pose un incantesimo sulla carne di N'Kantu per trattenere ciò che infestava Hulk Rosso. N'Kantu aiutò Hulk Rosso a Monster Metropolis dove si scoprì che il fantasma che infestava Hulk Rosso era il lato cattivo di Doc Samson.
N'Kantu era con la Legione dei mostri quando aiutarono a evacuare Brownville in modo che Morbius potesse combattere Rosa e il suo Ultimate Nullifier improvvisato.
N'Kantu fu successivamente reclutato da Phil Coulson per unirsi alla sua incarnazione degli Howling Commandos per combattere la Piaga Senza Mente di Dormammu.
N'Kantu si unì successivamente agli Terribili Quattro di Dracula, insieme al Mostro di Frankenstein, al mercenario della Covata Xzax e a Marcus il Centauro per uccidere Deadpool e portare Shiklah a Dracula. Durante lo scontro con Deadpool, N'Kantu venne dato alle fiamme e squarciato a metà quando Deadpool lo colpì con una manichetta antincendio.

## Poteri e abilità
Come risultato della trasfusione di un fluido imbalsamatore sconosciuto da parte del sommo sacerdote egiziano Nephrus, N'Kantu ha una forza e una durata sovrumane. È altamente resistente a molte forme di attacco. Sebbene la sua pelle abbia una consistenza quasi dura come la roccia, i suoi involucri sono estremamente vulnerabili al fuoco. Il suo sangue è stato sostituito con un conservante alchemico che gli ha permesso di esistere per oltre tremila anni. Inoltre non ha bisogno di cibo, acqua, ossigeno o sonno.
N'Kantu è in grado di percepire l'energia mistica e l'uso della magia. Può anche percepire e riconoscere i discendenti di Nefro. Il suo corpo non produce più saliva, il che gli rende difficile e doloroso parlare. È tuttavia esperto nell'antico Swarili, nell'egiziano e nell'inglese. È estremamente sensibile a qualsiasi processo di disidratazione che interferisca con il fluido conservante nelle sue vene.
Ha le abilità di combattimento della classe del guerriero Swarili. Alcune di queste abilità sono migliorate dalla sua condizione mummificata, mentre altre sono diminuite.

## Altri media

### Televisione
- N'Kantu la mummia vivente appare nell'episodio di The Super Hero Squad Show "This Man-Thing, This Monster! (seconda stagione, episodio n. 17: "Six Against Infinity: Part 3").[citazione necessia] Questa versione guida un esercito di mummie per conto di Dracula.
- N'Kantu la Mummia Vivente appare nella storia in due parti di Ultimate Spider-Man "Blade" e "The Howling Commandos", doppiato da Oded Fehr[29][30]. Questa versione è un membro degli Howling Commandos e può costringere le persone con le sue bende.
- N'Kantu la Mummia Vivente appare in Hulk e gli agenti S.M.A.S.H., doppiato ancora da Oded Fehr[30]. Questa versione è un membro degli Howling Commandos.

### Videogiochi
- N'Kantu, la mummia vivente, fa un cameo nel finale di Jill Valentine in Marvel vs. Capcom 3: Fate of Two Worlds e Ultimate Marvel vs. Capcom 3.[citazine necessia]
- N'Kantu la mummia vivente appare come Boss e personaggio giocabile sbloccabile in LEGO Marvel Super Heroes 2[31].

## Ricezione
N'Kantu, la mummia vivente si è classificata al 18º posto nell'elenco dei personaggi mostruosi della Marvel Comics stilata da Den of Geek nel 2015.